# Brachythecium hawaiicum
Brachythecium hawaiicum är en bladmossart som beskrevs av Edwin Bunting Bartram 1939. Brachythecium hawaiicum ingår i släktet gräsmossor, och familjen Brachytheciaceae. Inga underarter finns listade i Catalogue of Life.